# Turkmenistan op het Türkvizyonsongfestival
Turkmenistan nam in de tweede editie in 2014 deel aan het Türkvizyonsongfestival. Het land heeft in totaal 1 keer deelgenomen aan het festival.

## Geschiedenis

### 2013
Na geruchten dat Turkmenistan een van de deelnemende landen zou zijn aan de eerste editie van het festival, stond het land niet op de officiële deelnemerslijst die midden december 2013 gepubliceerd werd. Een reden hiervoor werd niet gegeven.

### 2014
Het jaar nadien was Turkmenistan wel van de partij  in Kazan in Tatarije. De Turkmeense omroep Altyn Asyr meldde het land slechts zes dagen voor de halve finale van start ging, aan voor deelname. De omroep bepaalde intern wie namens het land zou aantreden op het festival. Züleyha Kakayeva werd uitgekozen met het Turkmeense lied Shikga-Shikga bilerzik. 
In de halve finale trad de Turkmeense inzending van Kakayeva als derde op. Met 169 punten eindigde ze op de twaalfde plaats en kwalificeerde zich zo voor de finale. Echter kwam men na het publiceren van de resultaten van de halve finale tot de conclusie dat het Turkmeense jurylid vijf punten aan Turkmenistan had gegeven, terwijl punten geven aan het eigen land verboden was. Hierdoor zou Turkmenistan, dat oorspronkelijk wel naar de finale mocht, als vijftiende eindigen in de halve finale en buiten de twaalf finaleplaatsen vallen. De organisatie besloot nadien om de vijftien beste landen van de halve finale naar de finale door te laten gaan. In die finale moest Kakayeva als achtste optreden, na Kirgizië en voor Jakoetië. Toen alle punten binnen waren, bleek dat Kakayeva op de vijfde plaats geëindigd was.
De Turkmeense inzending viel dat jaar ook op omdat zangeres Kakayeva optrad in een traditioneel Turkmeense outfit die maar liefst 36 kilogram woog. Dit was de zwaarste outfit die een artiest droeg tijdens die editie.

### 2015
Daags na de finale van de editie in 2014 werd bekend gemaakt dat de derde editie georganiseerd zou worden in Mary. Op 21 februari 2015 werd de gaststad gewijzigd en verplaatst naar de Turkmeense hoofdstad Asjchabad. Echter, eind augustus maakte de Turkmeense omroep bekend dat het niet in staat was om het festival te organiseren en werd de organisatie overgeheveld aan de Turkse omroep.
Hoewel werd aangenomen dat Turkmenistan wel zou deelnemen, maakte de omroep twee dagen voor het festival bekend geen deelnemer naar het festival te zullen sturen. Het festival werd evenwel uitgezonden in Turkmenistan.
Het land is sindsdien ook niet meer op het festival verschenen.

## Turkmeense deelnames
| Jaar | Artiest          | Titel                  | Fin. | Ptn. | Semi | Ptn. | Taal      |
| ---- | ---------------- | ---------------------- | ---- | ---- | ---- | ---- | --------- |
| 2014 | Züleyha Kakayeva | Shikga-Shikga bilerzik | 5    | 192  | 15   | 164  | Turkmeens |

| Kleur | Betekenis      |
| ----- | -------------- |
|       | Eerste plaats  |
|       | Tweede plaats  |
|       | Derde plaats   |
|       | Laatste plaats |
|       | Gastland       |